# Myotis keenii
Myotis keenii é uma espécie de morcego da família Vespertilionidae.
Pode ser encontrada nos seguintes países: Canadá e Estados Unidos da América.